# Chris Couto
Christiane Couto (Americana, 18 de março de 1960) é uma atriz e apresentadora brasileira. Se tornou conhecida como VJ da MTV Brasil.

## Carreira
Chris começou a carreira de atriz em 1978 fazendo o curso Tablado, no Rio de Janeiro, o que lhe permitiu atuar nos dez anos seguintes em peças infantis e depois com o grupo Tapa. Atuou na novela jogo da vida. Em 1986 mudou-se para São Paulo e foi contratada pela TV Manchete para atuar na novela Helena, voltando ao teatro em seguida. Em 1991 foi convidada por Zeca Camargo para trabalhar como VJ na MTV e passou no teste, permanecendo na emissora até outubro de 1999, quando passou a ser repórter do Vídeo Show, da TV Globo. Na mesma emissora Chris atuou em algumas novelas até 2009, quando passou a trabalhar na Rede Record como atriz e repórter. Em 2016 atuou em Liberdade, Liberdade na Rede Globo.

## Filmografia

### Televisão
| Ano     | Título                       | Personagem                | Nota                                                       | Emissora      |
| ------- | ---------------------------- | ------------------------- | ---------------------------------------------------------- | ------------- |
| 1977    | Locomotivas                  | Grace                     |                                                            | Rede Globo    |
| 1978    | Te Contei?                   | Tutila                    |                                                            | Rede Globo    |
| 1980    | Coração Alado                | Cíntia                    |                                                            | Rede Globo    |
| 1981    | Baila Comigo                 | Soninha                   |                                                            | Rede Globo    |
| 1981    | Jogo da Vida                 | Maya                      |                                                            | Rede Globo    |
| 1984    | Vereda Tropical              | Lílian Guimarães          |                                                            | Rede Globo    |
| 1985    | Clip Clip                    | Repórter                  |                                                            | Rede Globo    |
| 1987    | Helena                       | Felicidade                |                                                            | Rede Manchete |
| 1988    | Olho por Olho                | Janaína                   | Episódio: "22 de agosto"                                   | Rede Manchete |
| 1990–91 | Semana Rock MTV              | Apresentadora             |                                                            | MTV Brasil    |
| 1992–96 | Cine MTV                     | Apresentadora             |                                                            | MTV Brasil    |
| 1994–99 | MTV no Ar                    | Apresentadora             |                                                            | MTV Brasil    |
| 1994    | Éramos Seis                  | Zulmira                   |                                                            | SBT           |
| 1995    | Castelo Rá-Tim-Bum           | Bruxa Vulcânia            | Episódio: "Felizes Para Sempre"                            | TV Cultura    |
| 1999    | Supernova MTV                | Apresentadora             |                                                            | MTV Brasil    |
| 1999–01 | Vídeo Show                   | Repórter                  |                                                            | Rede Globo    |
| 2001    | Um Anjo Caiu do Céu          | Eva Lenya Brunner (Lenya) |                                                            | Rede Globo    |
| 2002    | Desejos de Mulher            | Sophie Montemor           |                                                            | Rede Globo    |
| 2002    | A Grande Família             | Viviane                   | Epispódio: "O ó do Borogodó"                               | Rede Globo    |
| 2004–06 | Malhação                     | Beth Leão                 | Temporadas: 11–13                                          | Rede Globo    |
| 2007    | Eterna Magia                 | Eglantina Adams           |                                                            | Rede Globo    |
| 2008    | Casos e Acasos               | Maria Emília              | Episódio: "O Trote, o Filho e o Fora"                      | Rede Globo    |
| 2008    | Café Filosófico              | Apresentadora             |                                                            | TV Cultura    |
| 2009    | Som & Fúria                  | Maria Pinho               |                                                            | Rede Globo    |
| 2009–12 | A Fazenda                    | Repórter                  | Temporadas: 1–5                                            | RecordTV      |
| 2012    | As Brasileiras               | Mãe na festa              | Episódio "A Mãe da Barra"                                  | Rede Globo    |
| 2012    | (fdp)                        | Gilda Marques             |                                                            | HBO Brasil    |
| 2014    | Politicamente Incorreto      | Luma Albuquerque          |                                                            | FX Brasil     |
| 2014    | Motel                        | Telma                     | Episódio: "As Mulheres de Alfredo"                         | HBO Brasil    |
| 2015    | Quero Ter 1 Milhão de Amigos | Verônica                  |                                                            | Warner TV     |
| 2016    | Liberdade, Liberdade         | Luzia Farto               |                                                            | Rede Globo    |
| 2018    | Rua Augusta                  | Isabel                    |                                                            | TNT           |
| 2018    | Terrores Urbanos             | Joana                     | Episódio: "O Quadro do Menino que Chora"                   | RecordTV      |
| 2019    | Ilha de Ferro                | Virgínia                  | Episódios: "Ilhas" "Partidas & Chegadas" "Futuro" "Juntos" | Globoplay     |
| 2020    | Hebe                         | Wilma Ravagnani           | Episódio: "10"                                             | Globoplay     |
| 2022    | Lov3                         | Baby                      |                                                            | Prime Video   |
| 2022    | Não Foi Minha Culpa          | Mãe de Carol              | Episódio: "Carol & Priscila"                               | Star+         |
| 2022    | Vale dos Esquecidos          | Moradora da floresta      |                                                            | HBO           |

### Cinema
| Ano  | Título                        | Papel        | Nota           |
| ---- | ----------------------------- | ------------ | -------------- |
| 1985 | Areias Escaldantes            | Kate         |                |
| 1993 | Alma Corsária                 | Janete       |                |
| 2002 | O Invasor                     | Cecília      |                |
| 2004 | Tainá 2 - A Aventura Continua | Zuzu         |                |
| 2004 | O Diabo a Quatro              | Cláudia      |                |
| 2007 | Corpo                         | Lara         |                |
| 2009 | Salve Geral                   | Ângela       |                |
| 2013 | Fim                           | Clara        | Curta-metragem |
| 2015 | A Bordo                       | Márcia       | Curta-metragem |
| 2016 | Jonas                         | Rita         |                |
| 2017 | Eu Fico Loko                  | Selma        |                |
| 2019 | Polaris                       | Mãe de Érica | Curta-metragem |
| 2023 | Ângela                        | Maria Diniz  |                |

### Prêmios e indicações
| Ano  | Prêmio                 | Categoria    | Trabalho     | Resultado |
| ---- | ---------------------- | ------------ | ------------ | --------- |
| 2018 | Prêmio Shell de Teatro | Melhor Atriz | A Milionária | Venceu    |